# Michael Flügger
Michael Flügger (* 1959 in Wien) ist ein deutscher Diplomat im Ruhestand. Er war von 2020 bis 2025 Botschafter der Bundesrepublik Deutschland in der Schweiz und Liechtenstein.

## Werdegang
Nach dem Abitur machte Flügger zunächst eine Ausbildung zum Betriebswirt an der Wirtschaftsakademie Hamburg und studierte dann Rechtswissenschaften, außer in Hamburg auch in Genf, bis zum ersten Juristischen Staatsexamen.
1988 trat Flügger in den Auswärtigen Dienst ein und absolvierte bis 1990 die Attachéausbildung in Bonn-Ippendorf. Nach einer ersten Tätigkeit im Büro der Staatssekretäre im Auswärtigen Amt führte ihn sein erster Auslandseinsatz 1991 als Referent für Menschenrechte an die Ständige Vertretung bei den Vereinten Nationen in Genf. Dort blieb er bis 1995 und verbrachte die folgenden vier Jahre wieder in Bonn, zunächst als Referent in der Wirtschaftsabteilung, anschließend in der Personalabteilung des Auswärtigen Amts.
Von 1999 bis 2001 war Flügger im Büro des Internationalen Hohen Vertreters in Bosnien und Herzegowina (OHR) in Sarajevo als Stellvertretender Leiter der Politischen Abteilung tätig, wurde dann stellvertretender Leiter des Referates Westlicher Balkan in der Politischen Abteilung des Auswärtigen Amts und wechselte 2004 als Leiter des Pressereferats an die Botschaft London.
Zurück im Auswärtigen Amt war Flügger von 2007 bis 2011 Europäischer Korrespondent und Leiter des Referats für die Gemeinsame Außen- und Sicherheitspolitik der EU in der Politischen Abteilung und wechselte dann für vier Jahre als Stellvertretender Leiter der Abteilung Auswärtige Beziehungen, Sicherheitspolitik und globale Fragen in das Bundeskanzleramt.
Im Jahr 2015 wurde er Leiter der Politischen Abteilung an der Ständigen Vertretung bei der EU in Brüssel und fungierte gleichzeitig als Vertreter Deutschlands im Politischen und Sicherheitspolitischen Komitee der EU. Im September 2020 wurde er zum Botschafter in der Schweiz ernannt. Er ist zudem als Botschafter in Liechtenstein akkreditiert. Im Sommer 2025 trat er in den Ruhestand.
Flügger ist verheiratet.